# باشگاه بسکتبال بارسلونا

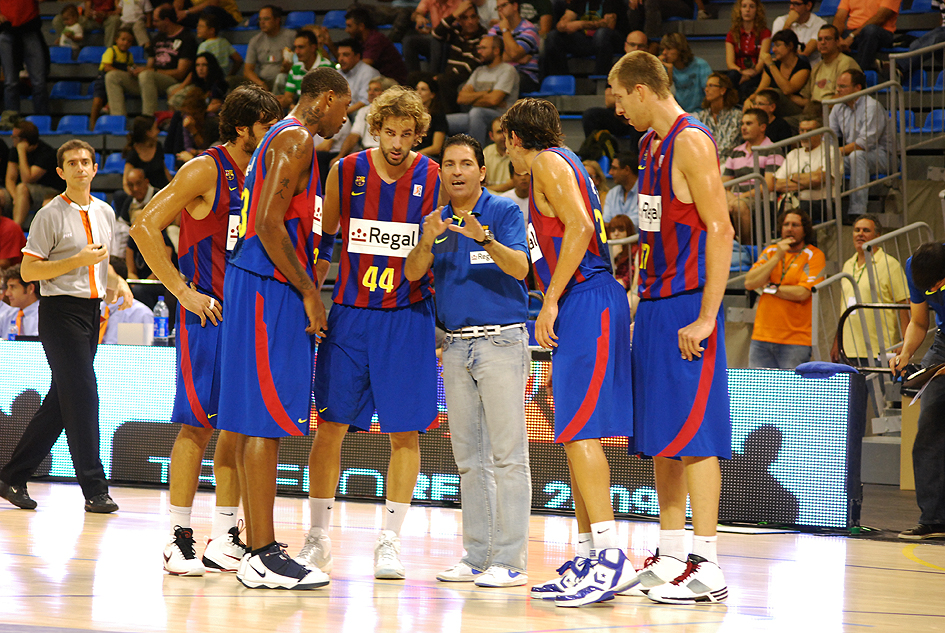
پاسکوال در جریان ال کلاسیک به رگال بارسا دستور می دهد.

باشگاه بسکتبال بارسلونا (به اسپانیایی: Regal FC Barcelona Bàsquet) (به کاتالان: Secció de bàsquet del FC Barcelona) یک باشگاه بسکتبال حرفه‌ای در شهر بارسلون اسپانیا و یکی از تیم‌های باشگاه بارسلونا است که در تاریخ ۲۴ آگوست ۱۹۲۶ تشکیل شد. این تیم در لیگ بسکتبال اسپانیا موسوم به ای‌سی‌بی شرکت می‌کند و بازی‌هایش را در پالائو بلوگرانا انجام می‌دهد. هم‌چنین به مانند فوتبال، رئال مادرید رقیب اصلی آن محسوب می‌شود و بازی آنان الکلاسیکو نامیده می‌شود. بارسلونا ۱۵ بار قهرمان لیگ اسپانیا و ۲ بار قهرمان یورولیگ شده‌است.

## بازیکنان مشهور[۴]
- پاو گسال
- مارک گسال
- خوآن کارلوس ناوارو
- اندرسون ورجاء
- ارسان الیاسوا